# Красный Октябрь (Палласовский район)
Красный Октябрь — посёлок в Палласовском районе Волгоградской области, административный центр Краснооктябрьского сельского поселения. Посёлок расположен на левом берегу реки Торгун, в 30 км западнее города Палласовка.
Население — 1836 (2010).

## История
На карте Астраханской губернии 1909 года издания населённый пункт отмечен как хутор Эрлих. На сайте Администрации Краснооктябрьского сельского поселения указано, что посёлок основан в 1900 году как хутор Шульц, однако согласно карте РККА 1941 года хутор Шульц располагался в нескольких км западнее на месте современного посёлка Красное Знамя.
С 1928 года территория — в составе Николаевского района Камышинского округа (округ упразднён в 1930 году) Нижневолжского края (с 1934 года — Сталинградский край). В начале 1930-х организован совхоз № 54. После шефствования над совхозом Волгоградским металлургическим заводом «Красный Октябрь», это название было присвоено совхозу, а в затем и поселку. В 1935 году включён в состав Кайсацкого района (с 1936 года — район в составе Сталинградской области).
В 1950 году в связи с упразднением Кайсацкого района посёлок передан в состав Палласовского района.

## Население
Динамика численности населения по годам:
| 1987  | 2002 |
| ----- | ---- |
| ≈1600 | 1896 |

| 2010 |
| ---- |
| 1836 |